# Dinocheirus carminis
Dinocheirus carminis is een bastaardschorpioenensoort uit de familie van de Chernetidae. De wetenschappelijke naam van de soort is voor het eerst geldig gepubliceerd in 1923 door Chamberlin.